# Directo a la luz
Directo a la luz es un álbum en vivo de la banda española WarCry, publicado originalmente el 27 de febrero de 2006. Es el primer LP de WarCry en directo, fue grabado en Madrid el 5 de noviembre de 2005 en la ya desaparecida Sala Divino Aqualung y publicado en formato DVD + CD. Este trabajo recibió el DVD de oro, ocupando además durante varias semanas desde su salida el número 1 en la lista de ventas de DVD de España.

## Lista de canciones del DVD
1. Nuevo mundo
2. Luz del norte
3. El regreso
4. Aire
5. Perdido
6. Despertar
7. Tu ausencia
8. Hijo de la ira
9. Contra el viento
10. Señor
11. El amor de una madre
12. Alejandro
13. En un lugar sin Dios
14. Dispuesto a combatir
15. El anticristo
16. Trono del metal
17. Tú mismo
18. Espíritu de amor
19. El guardián de Troya
20. Nana
21. Capitán Lawrence
22. Hoy gano yo

## Lista de canciones del CD
1. Nuevo mundo
2. Luz del norte
3. Hijo de la ira
4. Contra el viento
5. El amor de una madre
6. Trono del metal
7. Espíritu de amor
8. Tu mismo
9. En un lugar sin Dios
10. Nana
11. Capitán Lawrence
12. Hoy gano yo

## Formación
- Víctor García - Voz
- Pablo García - Guitarra
- Fernando Mon - Guitarra
- Roberto García - Bajo
- Manuel Ramil - Teclados
- Alberto Ardines - Batería
- Ivan Blanco - Voz en el Anticristo